# Miloš Řezník

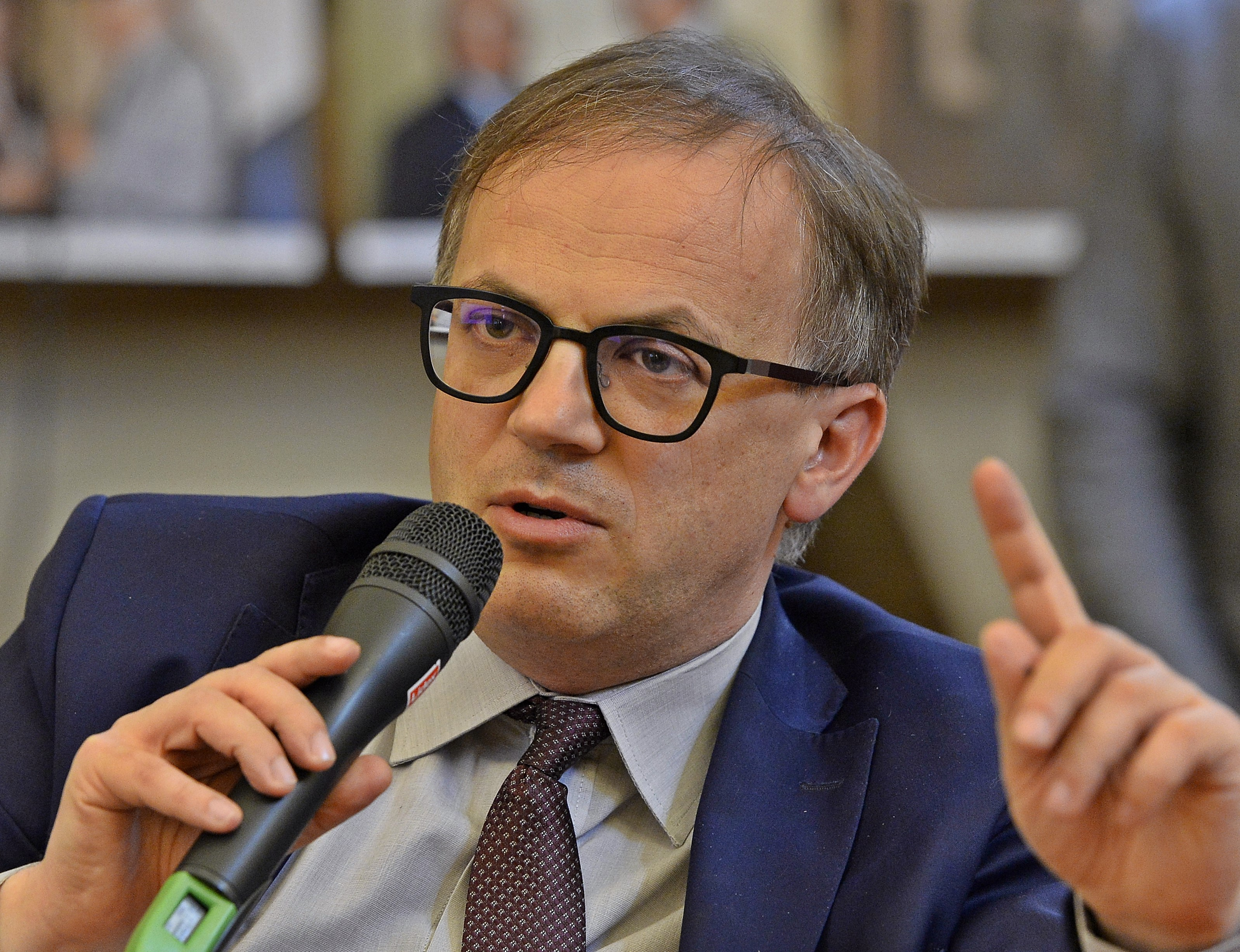
Miloš Řezník, 2019

Miloš Řezník (* 28. Oktober 1970 in Rychnov nad Kněžnou) ist ein tschechischer Historiker.
Von 1989 bis 1994 studierte er Geschichte an der Prager Universität und wurde dort 1999 promoviert. Von 1995 bis 1996 arbeitete er in der zentraleuropäischen Fachabteilung des Ministeriums für Auswärtige Angelegenheiten der Tschechischen Republik. Zwischen 1998 und 2001 war er als wissenschaftlicher Mitarbeiter am Institut für Weltgeschichte der Philosophischen Fakultät der Karls-Universität sowie zeitweilig am Lehrstuhl für Geschichte der Technischen Universität in Liberec.
Anschließend wirkte er als wissenschaftlicher Assistent am Geisteswissenschaftlichen Zentrum Geschichte und Kultur Ostmitteleuropas der Universität Leipzig.
Von 2002 bis 2008 war Miloš Řezník an der TU Chemnitz Juniorprofessor für Europäische Regionalgeschichte. Ende 2007 habilitierte er sich an der Palacký-Universität Olmütz. 2009 berief ihn die TU Chemnitz zum Professor für Europäische Regionalgeschichte. Seit April 2014 war Řezník Direktor des Deutschen Historischen Instituts Warschau. Er übte das Amt zwei Amtszeiten bis 2024 aus, während dieser Zeit gründete er die Außenstellen des Instituts in Prag und Vilnius. Nach der Rückkehr an die TU Chemnitz wurde er dort im Oktober 2024 zum Geschäftsführenden Direktor des Instituts für Europäische Studien und Geschichtswissenschaften bestellt.
Er ist Vorsitzender der tschechischen Sektion der Deutsch-Tschechischen und Deutsch-Slowakischen Historikerkommission und Mitglied der Deutsch-Ukrainischen Historischen Kommission, Präses der Societas Jablonoviana Leipzig, auswärtiges Mitglied der Polnischen Akademie der Wissenschaften und Künste in Krakau, des Kaschubischen Instituts Danzig u. a.
Seine Forschungsschwerpunkte sind: Nationsbildung, Regionalismen, Ethnizität, Funktionalität der Geschichte, historische Elitenforschung, komparative Geschichte, Polen, Habsburgermonarchie.

## Schriften (Auswahl)
Monographien
- Pomoří mezi Polskem a Pruskem: Patriotismus a identity v Královských Prusech v době dělení Polska, Praha: Karolinum 2001.
- Polsko, Praha: Nakladatelství Libri 2002.
- Formování moderního národa: Evropské "dlouhé" 19. století, Praha: Triton 2003.
- Bělorusko, Praha: Nakladatelství Libri 2003.
- Sasko. Praha: Nakladatelství Libri, 2005.
- Za vaši a naši svobodu: Století polských povstání (1794-1864), Praha: Argo 2006.
- Dějiny Polska v datech, Praha: Nakladatelství Libri 2010.
- Neuorientierung einer Elite: Aristokratie, Ständewesen und Loyalität in Galizien (1772-1795), Frankfurt am Main: Peter Lang 2016.
- Dějiny Polska, Praha: Nakladatelství Lidové noviny 2017 (zusammen mit Jiří Friedl, Tomasz Jurek u. Martin Wihoda).
- Staat und Aristokratie in imperialer Provinz. Ständewesen, Elite und Loyalität in Galizien (1795-1817), Wiesbaden: Harrassowitz 2024.
- Regionalität im Fluss. Die kaschubische Bewegung - Zugehörigkeit, Raum und Geschichte (1840-1920), Osnabrück: fibre 2024.

Herausgeberschaften
- Grenzraum und Transfer: Perspektiven der Geschichtswissenschaft in Sachsen und Tschechien (= Chemnitzer Europastudien. Band 5). Berlin: Duncker & Humblot, 2007, ISBN 3-428-12345-X.
- W. W. Tomek, historie a politika (1818-1905), Pardubice: Univerzita Pardubice 2006.
- Philipp Dulichius: Musik, Kultur und Lebenswelten zwischen Sachsen und Pommern, Beeskow: ortus musikverlag 2014.
- Society and Nation in Transnational Processes in Europe (zusammen mit Ralph Schattkowsky), Newcastle upon Tyne: Cambridge Scholars Publishing 2015.
- Erinnern – Ausstellen – Speichern. Deutsch-tschechische und deutsch-slowakische Beziehungsgeschichte im Museum (zusammen mit Martin Schulze Wessel u. Dušan Kováč), Essen: Klartext 2017.
- Deutsche, Tschechen und Slowaken im 20. Jahrhundert: Materialien für Geschichtsunterricht (zusammen mit Martin Schulze Wessel u. Dušan Kováč), Frankfurt am Main: Wochenschau Verlag 2020.
- After the Peace Treaty of Versailles (1919): New Order of Central Europe (zusammen mit Dariusz Makiłła), Wiesbaden: Harrassowitz 2020.
- Die Schweden in Mitteleuropa. Verflechtungen - Nachwirkungen - Erinnerung, Osnabrück: fibre 2023.